# Edith Evans
Dame Edith Mary Evans (ur. 8 lutego 1888 w Londynie, zm. 14 października 1976 w Cranbrook) – brytyjska aktorka, trzykrotnie nominowana do Oscara za role pierwszo- i drugoplanowe. Odznaczona Orderem Imperium Brytyjskiego II klasy (DBE).

## Życiorys
Edith Evans urodziła się w Londynie, jako córka sierżanta Edwarda Evansa i jego żony Caroline Ellen Foster. Uczęszczała do St. Michael's Church of England School, który opuściła w wieku 15 lat w 1903 roku. Na scenie teatru zadebiutowała w roku 1912 rolą Violi w sztuce Wieczór Trzech Króli. Przez okres swojej kariery zagrała ponad 150 ról, na deskach takich teatrów jak West End, The Old Vic czy Broadway. W kinie zadebiutowała w roku 1915 rolą w filmie Honeymoon for Three. Po dwóch następnych filmach A Welsh Singer i East Is East zrezygnowała z filmu na ponad 30 lat, gdyż uważała, że kino nie spełnia jej oczekiwań. W 1946 roku otrzymała tytuł szlachecki. W roku 1949 powróciła do kinematografii, aby zagrać w swoim pierwszym filmie dźwiękowym – Dama pikowa. Dziesięć lat później wystąpiła w filmie Historia zakonnicy u boku Audrey Hepburn w roli Matki przełożonej. Evans otrzymała za tę rolę nominację do Złotego Globu dla najlepszej aktorki drugoplanowej. W roku 1963 brała udział w filmie Przygody Toma Jonesa w reżyserii Tony’ego Richardsona. Film odniósł olbrzymi sukces artystyczny, został nagrodzony Oscarem dla Najlepszego Filmu Roku, a sama Evans otrzymała swoją pierwszą nominację do Oscara dla najlepszej aktorki drugoplanowej. Rok później wystąpiła w filmie The Chalk Garden u boku Deborah Kerr, za swoją grę została ponownie nominowana do Oscara i nagrody BAFTA. Jednak za najwybitniejszą rolę Evans uznaje się rolę Pani Ross w filmie Szepczące ściany za którą otrzymała Złoty Glob, nagrodę BAFTA i Srebrnego Niedźwiedzia na Berlinale i swoją trzecią nominację do Oscara, tym razem w kategorii Najlepsza Aktorka Pierwszoplanowa. Jej ostatnim filmem fabularnym były Brzydkie zwyczaje z 1977 roku, gdzie grała wraz z Glendą Jackson, Geraldine Page i Sandy Dennis. Edith Evans zmarła w Cranbrook w wieku 88 lat. Evans była wyznawczynią Stowarzyszenia Chrześcijańskiej Nauki.

## Życie prywatne
W latach 1925–1935 była żoną George’a Bootha (do jego śmierci). Para nie miała dzieci.

## Nagrody
- Złoty Glob Najlepsza aktorka w filmie dramatycznym: 1968 Szepczące ściany
- Nagroda BAFTA Najlepsza brytyjska aktorka: 1968 Szepczące ściany
- Nagroda na MFF w Berlinie Najlepsza aktorka: 1967 Szepczące ściany